# Сади Юзбенди
Сади Юзбенди (1918, Юзбенд, Восточный Азербайджан — 1946, Тебриз) ― азербайджанский поэт, актер. Член Совета поэтов при Национальном правительстве Азербайджана.
После падения Национального правительства Азербайджана он был обезглавлен вооруженными формированиями шахской армии.

## Биография
Сади Иззет оглы родился в 1918 году в селе Юзбенд Гарадагской области. Являлся членом Демократической партии Азербайджана. Принимал участие в боях как фидаи под руководством Абдулсамеда Имрани в гарадагском областном комитете Демпартии. Избирался на различные ответственные посты в этой организации. В 1945 году стал членом Меджлиса (собрания) поэтов, учреждённого в Тебризе при газете «Ветен йолунда» («Во имя Родины»). В 1946 году за участие в национально-демократическом движении Азербайджанским народным правительством был награждён медалью «21 Азер» и удостоен звания лейтенанта. Стихи Юзбенди издавались в таких газетах и журналах, как «Зидди-фашист», «Меджлис поэтов», «Азербайджан».

## Смерть
После падения Азербайджанского народного правительства в 1946 году Сади Юзбенди был казнён вооружёнными отрядами шахской армии. Отрубленную голову Юзбенди отправили его матери.

## Память
28 марта 1966 года поэт Халил Рза Улутюрк написал стихотворение, описывающее убийство Юзбенди.

## Награды
— В 1946 году он был награждён Национальным правительством Азербайджана медалью «21 Азер» за участие в национально-демократическом движении.